# Gumlog
Gumlog – jednostka osadnicza w Stanach Zjednoczonych, w stanie Georgia, w hrabstwie Franklin.